# Tre donne morali
Tre donne morali è un film italiano del 2006, diretto da Marcello Garofalo.

## Trama
Una maestra, una religiosa e una pittrice, ossessionate dalla morale, con ironia e impegno provano a spiegare come si è arrivati a un punto massimo di degrado morale, culturale e politico.